# Thomas Agaciak
Thomas Agaciak (* 12. April 1970) ist ein ehemaliger deutscher Fußballspieler.

## Werdegang
Wie sein sechs Jahre älterer Bruder Frank entstammt Agaciak der Jugend von Fortuna Köln. Noch als A-Jugendlicher rückte er Ende der 1980er Jahre in den Profikader des seinerzeit in der 2. Bundesliga spielenden Klubs auf, bei dem Vereinsmäzen Jean Löring zeitweise ebenfalls den Trainerposten übernommen hatte. Bei der 1:4-Auswärtsniederlage beim SC Freiburg am 20. September 1989 wurde der Mittelfeldspieler in der 61. Spielminute beim Stand von 0:1 für Dirk Rehbein eingewechselt, konnte aber in der verbleibenden Spielzeit kaum Impulse setzen. Weitere Spieleinsätze für die Zweitligamannschaft des Klubs waren ihm nicht vergönnt.
Im Sommer 1990 wechselte Agaciak innerhalb Kölns zum Stadtteilverein SC Brück, mit dem er in der drittklassigen Oberliga Nordrhein sowie der viert- und später fünftklassigen Verbandsliga Mittelrhein spielte. Parallel arbeitete er hauptberuflich beim Großhandelsunternehmen Handelshof, später wechselte er als Geschäftsführer zum Druckgussunternehmen Breitfort nach Solingen.